# Simpsonowie (seria 2)

logo serialu

Poniższa lista przedstawia 22 odcinki drugiego sezonu serialu animowanego Simpsonowie, oryginalnie wyemitowanego w amerykańskiej telewizji FOX. Odcinki w Polsce zostały zaprezentowane przez TVP1, Fox Kids, Canal+ oraz TV Puls.
| # | Kraj              | Premiera             | Tytuł                                                 |
| --- | ----------------- | -------------------- | ----------------------------------------------------- |
| 14 - 2x01 7F03 | Stany Zjednoczone | 11 października 1990 | Bart Gets an F                                        |
| 14 - 2x01 7F03 | Polska            | 22 marca 2007        | Bart dostał pałę                                      |
| Bart oblewa test i nauczycielka przekazuje mu, że ma tylko jedną szansę na poprawę, albo będzie drugi raz w tej samej klasie. Bart próbuje uzyskać pomoc Martina Prince’a, lecz gdy plan zawodzi, modli się o pomoc. Tej nocy Springfield zostaje zaatakowane przez śnieżycę, która zmusza do zamknięcia szkoły, dając Bartowi dodatkowy dzień przygotowania do sprawdzianu. Mimo usilnych prób, Bart po raz kolejny nie zdaje przedmiotu. Płacząc, wspomina o mało znanym wydarzeniu historycznym i pani Krabappel doceniając zachowaną w pamięci wiedzę, przepuszcza go. - Gag z tablicą: Nie będę namawiał kolegów do latania |                   |                      |                                                       |
| 15 - 2x02 7F02 | Stany Zjednoczone | 18 października 1990 | Simpson and Delilah                                   |
| 15 - 2x02 7F02 | Polska            | 23 marca 2007        | Simpson i Dalila                                      |
| Homer poznaje nowy cudowny środek na porost włosów zwany Dimoxinil i oszukuje w formularzu ubezpieczeniowym, by pozwolić sobie na jego kupno. Homerowi w ciągu jednej nocy wyrasta nowa czupryna i wkrótce otrzymuje awans w elektrowni jądrowej w Springfield. Otrzymuje nowego sekretarza o imieniu Karl, który pomaga mu w osiągnięciu sukcesu. Asystent pana Burnsa Waylon Smithers staje się zazdrosny o uwagę Burnsa poświęcaną Homerowi i odkrywa, że Homer oszukał w formularzu ubezpieczeniowym. Smithers stara się zwolnić Homera, lecz Karl bierze winę na siebie, ratując Homera i samemu tracąc posadę. Bart rozlewa Dimoxinil i Homer traci włosy na głowie. W rezultacie Homer powraca na dawniej piastowane stanowisko. - Gag z tablicą: Smoła nie służy do zabawy - Gościnnie wystąpił Harvey Fierstein. |                   |                      |                                                       |
| 16 - 2x03 7F04 | Stany Zjednoczone | 25 października 1990 | Treehouse of Horror I                                 |
| 16 - 2x03 7F04 | Polska            | 26 marca 2007        | Straszny domek na drzewie I                           |
| Halloweenowe wydanie specjalne podzielone na trzy krótkie historie: Koszmarny dom – Simpsonowie wprowadzają się do nowego domu, który okazuje się być przeklęty. Głodni potępieni - Simpsonowie zostają porwani przez kosmitów z zamiarem zabrania ich na swoją rodzinną planetę; Lisa podejrzewa ich o inną intencję. Kruk - zilustrowana recytacja poematu „Kruk” Edgara Allana Poe. - Gościnnie wystąpił James Earl Jones. |                   |                      |                                                       |
| 17 - 2x04 7F01 | Stany Zjednoczone | 1 listopada 1990     | Two Cars in Every Garage and Three Eyes on Every Fish |
| 17 - 2x04 7F01 | Polska            | 27 marca 2007        | Rybi głos                                             |
| Po tym, jak Bart wyławia rybę z trojgiem oczu z rzeki w pobliżu elektrowni jądrowej, w siłowni dokonuje się inspekcja, która znajduje 342 naruszeń przepisów na łączną kwotę 56 mln $ kary. By zapobiec zamknięciu elektrowni, pan Burns startuje w wyborach na gubernatora stanu. Po trudnej kampanii, dzięki której szanse na jego elekcję wyrównały się z obecną gubernatorką Mary Bailey, podjęto decyzję, że Burns zje kolację ze swoim losowym pracownikiem w wieczór przedwyborczy. Ku rozgoryczeniu Marge, wybór padł na Homera. Marge na kolację serwuje Burnsowi rybę z trojgiem oczu, którą ten nie potrafi zjeść, w rezultacie przegrywając wybory. - Gag z tablicą: Nie będę robił ksero swojej pupy |                   |                      |                                                       |
| 18 - 2x05 7F05 | Stany Zjednoczone | 8 listopada 1990     | Dancin' Homer                                         |
| 18 - 2x05 7F05 | Polska            | 4 kwietnia 2007      | Tańczący Homer                                        |
| Homer wyróżnia się z tłumu na meczu Izotopów Springfield i zostaje wybrany na nową maskotkę drużyny. Błyskawicznie staje się popularną atrakcją i Izotopy zaczynają wygrywać raz za razem. W rezultacie Homer zostaje przetransferowany do drużyny w Capital City. Simpsonowie się tam przeprowadzają, lecz Homer nie potrafi oczarować tłumów i wraca do rodzinnych stron. - Gag z tablicą: Nie będę się zamieniał na spodnie - Gościnnie wystąpili Tom Poston i Tony Bennett. |                   |                      |                                                       |
| 19 - 2x06 7F08 | Stany Zjednoczone | 15 listopada 1990    | Dead Putting Society                                  |
| 19 - 2x06 7F08 | Polska            | 28 marca 2007        | Stowarzyszenie Umarłych Golfistów                     |
| Ned Flanders zaprasza Homera na piwo do swojego domu. Widząc przytulny dom sąsiada Homer wpada w zazdrość, a rozgniewany Flanders nakazuje Homerowi odejść. Flanders błyskawicznie przeprasza za swój wybuch i próbuje się pogodzić z Homerem, który pozostaje niewzruszony. Pewnego dnia Bart i Todd, syn Flandersa, decydują się zapisać na turniej mini-golfa. Homer, przekonany o zwycięstwie Barta zakłada się z Nedem, że ojciec pokonanego chłopca będzie musiał skosić trawnik sąsiada w odświętnej sukience swej żony. Podczas turnieju Bart i Todd docierają do finału i zgadzają się, że zasługują na remis, zmuszając zarówno Homera jak i Neda do spełnienia warunków zakładu. - Gag z tablicą: Nie jestem 32-letnią kobietą                                                                                 |                   |                      |                                                       |
| 20 - 2x07 7F07 | Stany Zjednoczone | 22 listopada 1990    | Bart vs. Thanksgiving                                 |
| 20 - 2x07 7F07 | Polska            | 29 marca 2007        | Święto Dziękczynienia kontra Bart                     |
| W Dzień Dziękczynienia Lisa kładzie na stole dekorację, którą Bart niszczy. Marge chce, aby Bart przeprosił, jednak ten odmawia i za karę musi iść do swojego pokoju. Bart ucieka z domu i znajduje stołówkę dla bezdomnych. Następnie wraca do domu i wspina się na jego dach, gdzie słyszy łkanie Lisy. Przeprasza ją za co on zrobił i szczęśliwa rodzina spożywa posiłek z resztek. - Gag z tablicą: Nie będę robił numeru z językiem |                   |                      |                                                       |
| 21 - 2x08 7F06 | Stany Zjednoczone | 6 grudnia 1990       | Bart the Daredevil                                    |
| 21 - 2x08 7F06 | Polska            | 30 marca 2007        | Bart superbohaterem                                   |
| Simpsonowie wybierają się na wyścig monster trucków, w którym bierze udział słynny kaskader Lance Murdock. Bart pozostaje pod wielkim wrażeniem i pragnie również stać się kaskaderem. Pierwszy wyczyn kończy się skaleczeniem, lecz pomimo starań rodziny i doktora Hibberta, nadal chce ryzykować. Bart decyduje się przeskoczyć wąwóz w Springfield, lecz Homer rozwiewa jego plan i każe Bartowi przysiąc, że nie skoczy. Bart jednak łamie obietnicę i mimo tego wybiera się nad wąwóz. Homer powstrzymuje go w ostatniej chwili i nareszcie wymógł na Barcie zapewnienie, że porzuci marzenia o kaskaderstwie. - Gag z tablicą: Nie będę jeździł samochodem dyrektora |                   |                      |                                                       |
| 22 - 2x09 7F09 | Stany Zjednoczone | 20 grudnia 1990      | Itchy & Scratchy & Marge                              |
| 22 - 2x09 7F09 | Polska            | 2 kwietnia 2007      | Zdrapek, Pocharatka i Marge                           |
| Maggie uderza Homera młotkiem w głowę, a Marge winą obciąża kreskówkę „Pocharatka i Zdrapek”. Marge organizuje kampanię przeciwko serialowi. W końcu udaje się jej wymóc na scenarzystach zgodę na złagodzenie fabuły kreskówki. W międzyczasie, Dawid Michała Anioła jedzie na tournée po Stanach Zjednoczonych, a członkowie stowarzyszenia Springfieldczycy przeciwko napastnikom, ulicznikom i hultajom mobilizują się do jego oprotestowania. Jednak Marge uważa, że jej statua się podoba i uświadamia sobie, że nie jest w porządku cenzurować jedną formę sztuki a inne nie, więc decyduje się zakończyć protest przeciwko przemocy w animacji. - Gag z tablicą: Nie będę składał hołdów samemu sobie - Gościnnie wystąpił Alex Rocco.                                                                            |                   |                      |                                                       |
| 23 - 2x10 7F10 | Stany Zjednoczone | 10 stycznia 1991     | Bart Gets Hit by a Car                                |
| 23 - 2x10 7F10 | Polska            | 3 kwietnia 2007      | Bart zostaje potrącony przez samochód                 |
| Pewnego dnia Bart jadący na deskorolce znienacka zostaje potrącony przez samochód pana Burnsa. Adwokat Lionel Hutz sugeruje Simpsonom by pozwali Burnsa, obiecując im duże odszkodowanie. Homer się zgadza i wraz z Hutzem fabrykuje historię Barta oraz zabierają go do doktora Nicka Riviery, mającego wątpliwe referencje. Marge oponuje pozwaniu Burnsa, gdyż by wystarczyło, gdyby ten zapłacił za leczenie Barta i przeprosił. Burns dowiaduje się o fałszywej diagnozie lekarskiej i wzywa Marge na świadka w sprawie. Jej zeznania pomagają wydać niekorzystny wyrok. - Gag z tablicą: Nie będę sprzedawał mienia szkoły |                   |                      |                                                       |
| 24 - 2x11 7F11 | Stany Zjednoczone | 24 stycznia 1991     | One Fish, Two Fish, Blowfish, Blue Fish               |
| 24 - 2x11 7F11 | Polska            | 5 kwietnia 2007      | Zatruta rybka, gotowa śmierć szybka                   |
| Simpsonowie wybierają się do nowego baru sushi, gdzie Homer zasmakowuje się w jedzeniu i zamawia rybę fugu, która jest trująca, jeśli nie jest odpowiednio przygotowana. Tak było z fugu Homera, więc zostaje on zabrany do szpitala, gdzie się dowiaduje, że pozostały mu 22 godziny życia. Homer przyrządza listę rzeczy, które chce zrobić i spędza swój ostatni dzień dziękując Dziadkowi za wszystko oraz rozmawiając ze swymi dziećmi. Homer godzi się ze swym fatum, gdy potem okazuje się, że nie został otruty i przyrzeka czerpać z życia pełnymi garściami. - Gag z tablicą: Nie będę chodził na skróty - Gościnnie wystąpili Larry King i George Takei. |                   |                      |                                                       |
| 25 - 2x12 7F12 | Stany Zjednoczone | 31 stycznia 1991     | The Way We Was                                        |
| 25 - 2x12 7F12 | Polska            | 6 kwietnia 2007      | Tacy byliśmy                                          |
| W pierwszym odcinku wspominkowym Simpsonów Marge opowiada historię, jak ona i Homer pierwszy raz się poznali w szkole średniej w 1974 roku. Stało się to podczas pobytu obojga w szkolnej kozie, kiedy Homer bez wahania prosi Marge o bycie partnerką na bal na zakończeniu roku szkolnego. Choć wstępnie się zgadza, ostatecznie wybiera się na bal z Artie Ziffem. Na zakończenie Marge żałuje swego kroku, gdyż przyznaje, że zakochała się w Homerze. - Gag z tablicą: Z takim podejściem daleko nie zajdę |                   |                      |                                                       |
| 26 - 2x13 7F13 | Stany Zjednoczone | 7 lutego 1991        | Homer vs. Lisa and the 8th Commandment                |
| 26 - 2x13 7F13 | Polska            | 9 kwietnia 2007      | Homer kontra Lisa i 7. przykazanie                    |
| Homer nielegalnie podpina się do telewizji kablowej. Choć nowe kanały dają dużo radości, Lisa podejrzewa, że to jest kradzież. Umacnia w ją tym rozmowa z Wielebnym Lovejoyem. Tymczasem Homer zaprasza przyjaciół na oglądanie pojedynku bokserskiego. Protesty Lisy dotarły do niego i rezygnuje z oglądania walki oraz przecina kabel. - Gag z tablicą: Nie będę udawał, że mam wzdęcie |                   |                      |                                                       |
| 27 - 2x14 7F15 | Stany Zjednoczone | 14 lutego 1991       | Principal Charming                                    |
| 27 - 2x14 7F15 | Polska            | 10 kwietnia 2007     | Czarujący dyrektor                                    |
| Selma błaga Marge o pomoc w znalezieniu dla niej męża, a ta liczy na wsparcie Homera. W tym samym czasie Bart wpada w kłopoty w szkole. Homer musi porozmawiać z dyrektorem Skinnerem i w trakcie stwierdza, że mógłby on być idealny dla Selmy. Homer zaprasza Skinnera na kolację, ale ten zakochuje się w Patty zamiast w Selmie. Patty i Skinner zaczynają chodzić na randki, czego Selma nie może przeboleć. Skinner oświadcza się Patty, lecz ona odmawia, tłumacząc się więzią, jaką ma z Selmą. - Gag z tablicą: Nie będę bekał hymnu narodowego |                   |                      |                                                       |
| 28 - 2x15 7F16 | Stany Zjednoczone | 21 lutego 1991       | Oh Brother, Where Art Thou?                           |
| 28 - 2x15 7F16 | Polska            | 11 kwietnia 2007     | Och bracie, gdzie jesteś?                             |
| Dziadek wyznaje, że Homer ma przyrodniego brata. Homer natychmiast zaczyna go poszukiwać i odkrywa, że jest nim Herbert Powell, producent samochodów z Detroit. Herb zawiera bliską znajomość z Bartem i Lisą oraz pozwala Homerowi zaprojektować własny samochód. Projekt samochodu Homera jest katastrofą, która sprowadza na Herba do bankructwa. - Gag z tablicą: Nie będę sprzedawał działek na Florydzie - Gościnnie wystąpił Danny DeVito. |                   |                      |                                                       |
| 29 - 2x16 7F14 | Stany Zjednoczone | 7 marca 1991         | Bart's Dog Gets an F                                  |
| 29 - 2x16 7F14 | Polska            | 12 kwietnia 2007     | Pies Barta dostaje pałę                               |
| Homer traci cierpliwość do Pomocnika Świętego Mikołaja, który wciąż niszczy różne rzeczy. Mówi, że się go pozbędzie, chyba że pójdzie do szkoły uczącej posłuszeństwa. Pomocnikowi Świętego Mikołaja postępy wychodzą kiepsko i Bart niechętnie musi używać duszącego łańcucha. W nocy przed końcowym egzaminem Bart i Pomocnik Świętego Mikołaja się bawią myśląc, że to ostatnie razem spędzone godziny. To przywiązanie usuwa barierę komunikacyjną powodując, że Pomocnik Świętego Mikołaja rozumie komendy Barta i co za tym idzie, pomyślnie kończy kurs posłuszeństwa. - Gag z tablicą: Nie będę sprzedawał szkolnego mienia - Gościnnie wystąpiła Tracey Ullman. |                   |                      |                                                       |
| 30 - 2x17 7F17 | Stany Zjednoczone | 28 marca 1991        | Old Money                                             |
| 30 - 2x17 7F17 | Polska            | 13 kwietnia 2007     | Stara kasa                                            |
| Dziadek zakochuje się w kobiecie o imieniu Beatrice Simmons. W dzień jej urodzin Dziadek zamierza świętować, ale został wywleczony przez Homera z domu starców. Bea umiera tej nocy i Dziadek obwinia Homera, że nie mógł z nią spędzić jej ostatnich chwil. Po pogrzebie Dziadek dostaje 106 000 dolarów. Duch zmarłej objawia się i nakazuje Dziadkowi wybaczyć Homerowi oraz wydać pieniądze na szlachetny cel. - Gag z tablicą: Nie będę smarował drabinek - Gościnnie wystąpiła Audrey Meadows. |                   |                      |                                                       |
| 31 - 2x18 7F18 | Stany Zjednoczone | 11 kwietnia 1991     | Brush with Greatness                                  |
| 31 - 2x18 7F18 | Polska            | 16 kwietnia 2007     | Wielka malarka                                        |
| Po odnalezieniu starych obrazów z Ringo Starrem Marge decyduje się zapisać na kurs sztuki. Staje się najlepszą uczennicą i wygrywa na szkolnej wystawie sztuki. W tym samym czasie pan Burns poszukuje obrazu dla Skrzydła Burnsa w Muzeum Sztuki w Springfield i prosi Marge o namalowanie go. Wstępnie ma kłopoty z namalowaniem tak podłego człowieka, ale wtedy postanawia go namalować nagiego i cherlawego. Każdy wychwala dzieło, nawet Burns. - Gag z tablicą: Nie będę się zasłaniał piątą poprawką - Gościnnie wystąpił Ringo Starr. |                   |                      |                                                       |
| 32 - 2x19 7F19 | Stany Zjednoczone | 25 kwietnia 1991     | Lisa's Substitute                                     |
| 32 - 2x19 7F19 | Polska            | 17 kwietnia 2007     | Nauczyciel Lisy                                       |
| Kiedy panna Hoover choruje, jej zajęcia prowadzi nauczyciel na zastępstwie, pan Bergstrom. Dzięki jego nieortodoksyjnym metodom nauczania, Lisa chce go bliżej poznać. Kiedy Lisa jest bliska zaproszenia pana Bergstroma do swego domu na kolację, powraca panna Hoover. Równolegle w klasie czwartej odbywają się wybory na przewodniczącego, w których mierzą się ze sobą Bart i Martin Prince. Simpson przegrywa, gdyż został oddany w wyborach tylko jeden głos - Martina na samego siebie. - Gościnnie wystąpił Dustin Hoffman. |                   |                      |                                                       |
| 33 - 2x20 7F20 | Stany Zjednoczone | 2 maja 1991          | The War of the Simpsons                               |
| 33 - 2x20 7F20 | Polska            | 18 kwietnia 2007     | Wojna Simpsonów                                       |
| Gdy Homer się upija na oczach znajomych, Marge zabiera go na rekolekcje naprawy małżeństwa. Homer dowiaduje się, że zajęcia odbędą się nad Jeziorem Zębaczy i pakuje swój sprzęt wędkarski pomimo słów Marge, która mówi, że jedyną rzeczą, jaką będą tam robić będzie analizowanie dzielących ich różnic. Następnego poranka nad jeziorem Homer próbuje się wykraść na wędkowanie, ale przyłapuje go Marge i wybiera się tylko na spacer. Na przystani Homer łapie za porzuconą wędkę, na której przynętę daje się złapać legendarny zębacz zwany Generałem Shermanem. Ryba porywa Homera z pomostu prosto na łódkę i ciągnie ją na jezioro. Homerowi udaje się złapać rybę, ale gdy widzi zirytowaną Marge, pozwala jej odpłynąć by udowodnić, że kocha żonę. - Gag z tablicą: Już nigdy nic nie przeskrobię            |                   |                      |                                                       |
| 34 - 2x21 7F21 | Stany Zjednoczone | 9 maja 1991          | Three Men and a Comic Book                            |
| 34 - 2x21 7F21 | Polska            | 19 kwietnia 2007     | Trzech panów i jeden komiks                           |
| Bart, Milhouse i Martin kupują na spółkę pierwszy numer Radioaktywnego od Komiksiarza. Pojawia się problem, gdy wszyscy trzej nie potrafią się podzielić cennym nabytkiem i przez wzajemny brak zaufania komiks ulega zniszczeniu. - Gag z tablicą: Nie będę się popisywał - Gościnnie wystąpili Cloris Leachman i Daniel Stern. |                   |                      |                                                       |
| 35 - 2x22 7F22 | Stany Zjednoczone | 11 lipca 1991        | Blood Feud                                            |
| 35 - 2x22 7F22 | Polska            | 20 kwietnia 2007     | Spór o krew                                           |
| Pan Burns traci zdrowie i potrzebuje szybkiej transfuzji krwi. Homer dowiaduje się, że Bart ma rzadką grupę krwi Burnsa i przekonuje syna, by oddał krew obiecując, że w zamian zostaną szczodrze wynagrodzeni. Jednak ozdrowiały Burns przesyła tylko kartkę z podziękowaniami. Rozwścieczony Homer pisze obraźliwą odpowiedź, lecz Marge przekonuje go w ostatniej chwili by jej nie wysyłał, jednak nieświadomy Bart wysyła list. Pan Burns wpada w furię i żąda pobicia Homera. Smithers odwołuje decyzję uważając, że nie wolno tego uczynić człowiekowi, który uratował życie Burnsowi. Przekonuje szefa, że w zamian powinien kupić rodzinie Simpsonów prezent. - Gag z tablicą: Nie prześpię swojej edukacji |                   |                      |                                                       |